# Weiße Segge
Die Weiße Segge (Carex alba) ist eine Pflanzenart aus der Gattung der Seggen (Carex) innerhalb der Familie der Sauergrasgewächse (Cyperaceae).

## Beschreibung

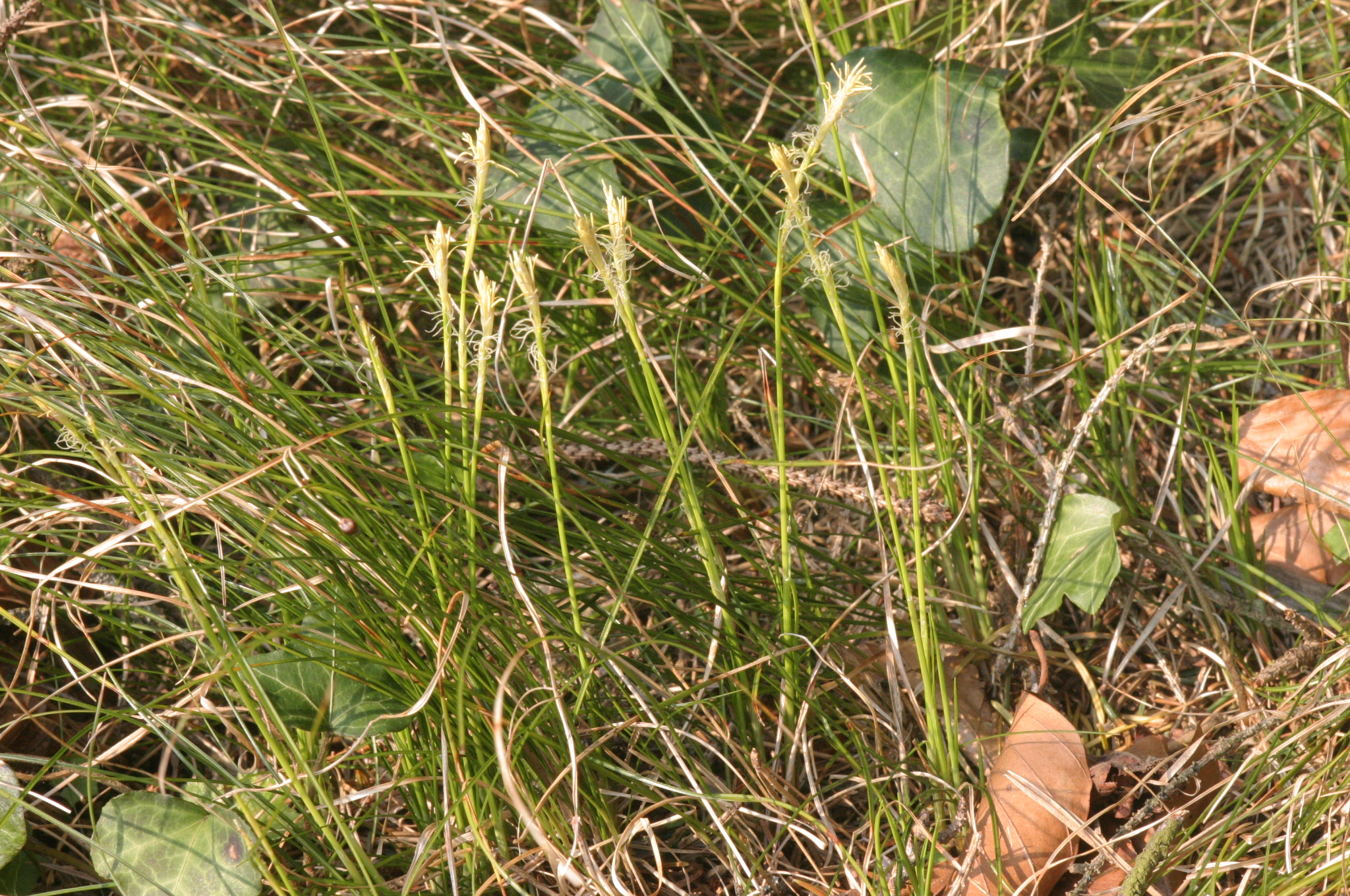
Habitus, Laubblätter und Blütenstände

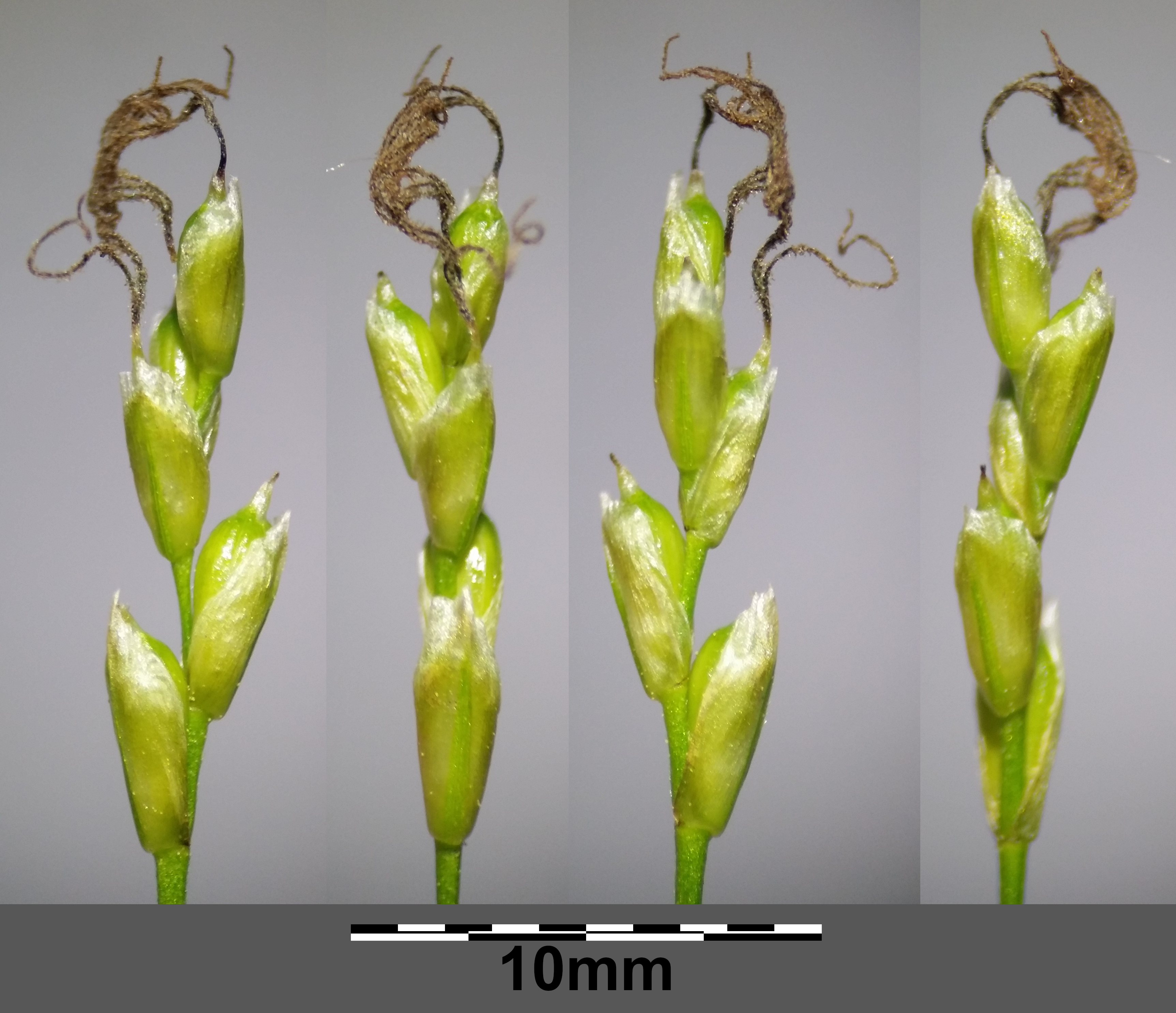
Weibliche Ährchen

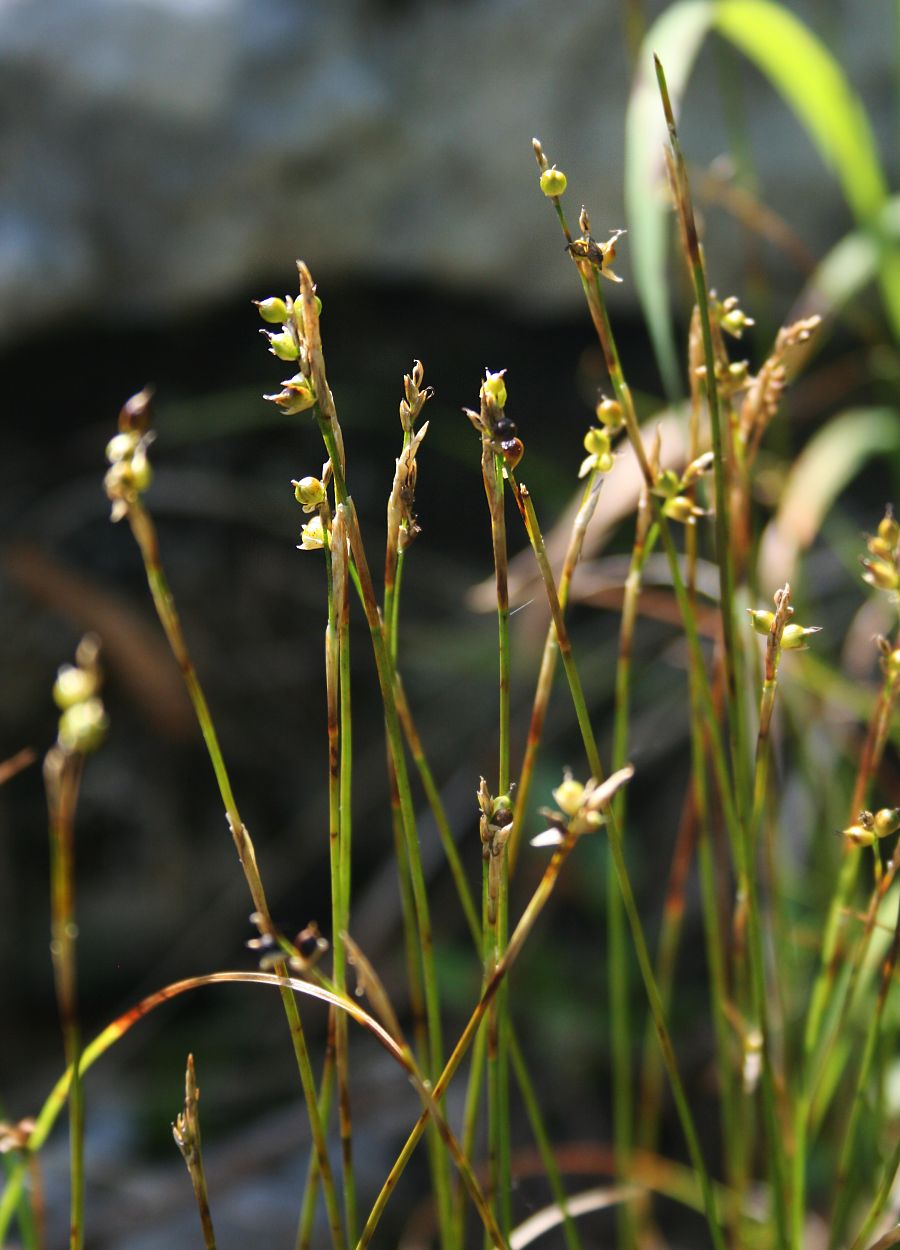
Fruchtstände

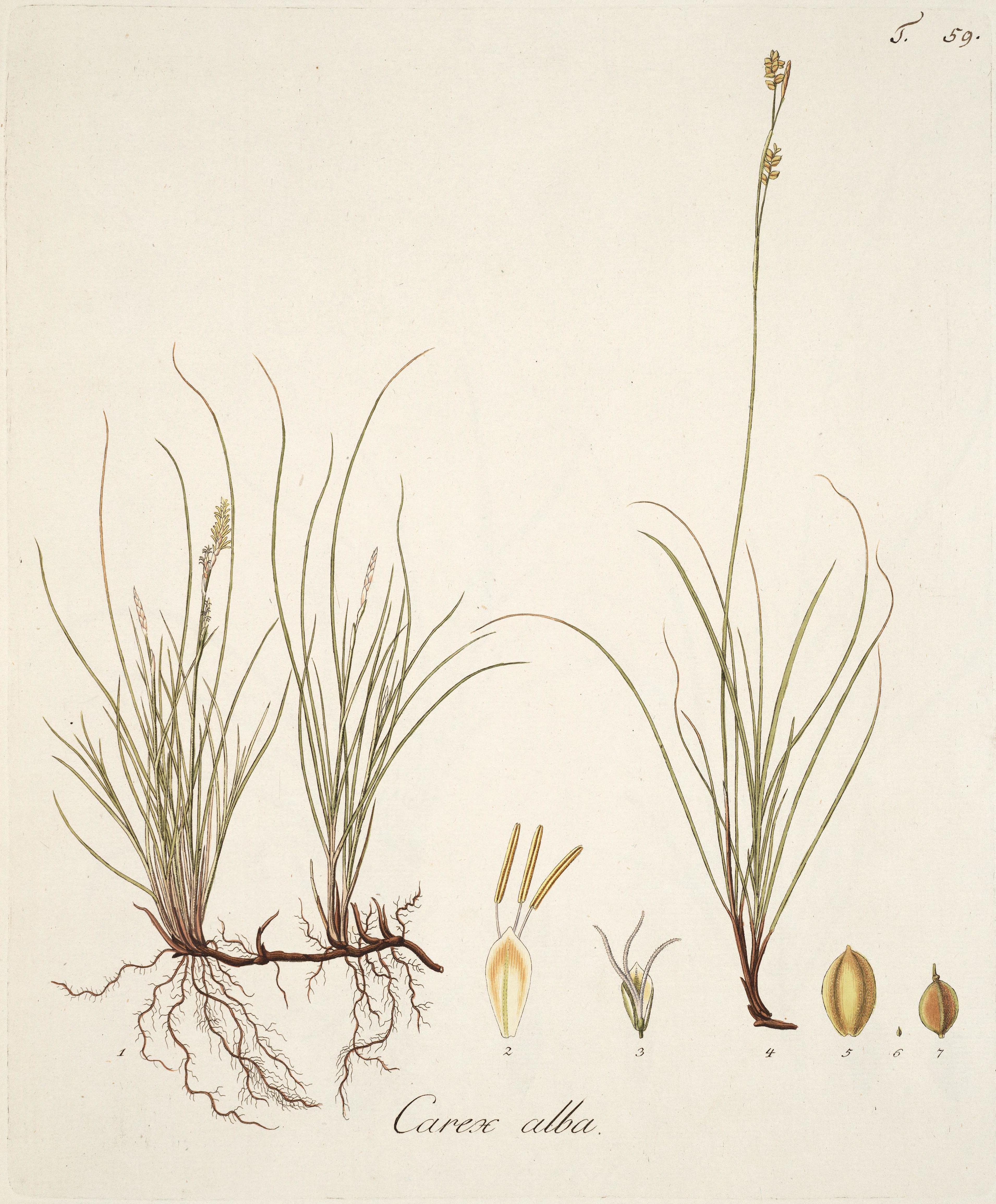
Illustration

### Vegetative Merkmale
Die Weiße Segge ist eine überwinterd grüne, ausdauernde krautige Pflanze und erreicht Wuchshöhen von 10 bis 40 Zentimetern. Sie bildet längere Ausläufer und an deren Knoten stehen Büschel von Stängeln und sterilen Trieben. Die Stängel sind aufrecht, dünn, stumpfkantig und rau. Die grundständigen Blattscheiden sind gelblich-braun und zerfallen lappig. Die grünen Laubblätter sind 1 bis 2 Millimeter breit, borstig gefaltet, kahl, schlaff und an den Rändern scharf und rau; sie sind kürzer als der Stängel.

### Generative Merkmale
Die Blütezeit reicht von Mai bis Juni, selten auch bis Oktober. Sie gehört zu den verschiedenährigen Seggen. In einem Blütenstand gibt es ein endständiges männliches Ährchen und ein bis drei weibliche Ährchen. In den weiblichen Ährchen sind drei bis sechs Blüten locker angeordnet; sie sind bis 10 Millimeter lang, gestielt und auch zur Fruchtreife aufrecht. Das oberste weibliche Ährchen übergipfelt am Ende das männliche Ährchen. Die Hüllblätter haben keine Blattspreite, nur eine 1 Zentimeter lange und weißhäutige Blattscheide. Die Tragblätter der weiblichen Blüten sind verkehrt-eiförmig mit spitzem oberen Ende, weißhäutig und haben einen grünen Mittelstreifen; sie sind viel kürzer als die Schläuche. Die Tragblätter der männlichen Blüten sind weißhäutig und schmal-lanzettlich. Der Griffel trägt drei Narben.
Die Frucht ist eiförmig, dreikantig und zuletzt fast schwarz.
Die Chromosomenzahl beträgt 2n = 54.

## Vorkommen
Die Weiße Segge ist ein praealpid-nordisch-kontinentales Florenelement. Sie kommt von den östlichen Pyrenäen über Südost-Frankreich bis ins südliche Mitteleuropa mit den Alpen vor; nach Süden erstreckt sich ihr Areal nur bis Norditalien, nach Südosten bis Rumänien, durch Osteuropa bis ins nördliche Russland, das Uralgebirge und bis Russlands Fernem Osten.

## Standorte und Verbreitung
Die Weiße Segge gedeiht in Mitteleuropa meist auf lockeren, basen- und vor allem kalkreichen Böden. Sie erträgt eher zeitweise Trockenheit als Nässe; sie bevorzugt Halbschatten. Sie wächst in wärmeliebenden Wäldern und ist kalkhold. In den Alpen und im Vorland ist sie verbreitet, ansonsten eher selten.
Sie besiedelt lichte Laubwälder, Nadelwälder und alpine Zwergstrauchgebüsche, sofern diese im Bereich der Waldstufe liegen. Sie gehört zu den häufigen Arten im Karbonat-Tannen-Buchenwald mit Weisssegge.
In Deutschland kommt sie vereinzelt am Edersee, im Frankenjura, am Oberrhein sowie beidseits der oberen Donau vor. In der Schweiz findet man sie selten im Schweizer Jura und im Mittelland. Im Alpenvorland und in den Kalkalpen tritt sie zerstreut auf. An ihren Standorten bildet sie meist kleinere Bestände. Sie bleibt meist unter Höhenlagen von 1500 Metern. In den Allgäuer Alpen steigt sie aber im Tiroler Teil am Hahlekopf bei Reutte bis zu einer Höhenlage von 1700 Meter auf. Im Puschlav in Graubünden erreicht sie sogar 2300 Meter.
Die ökologischen Zeigerwerte nach Landolt et al. 2010 sind in der Schweiz: Feuchtezahl F = 2+w (frisch aber mäßig wechselnd), Lichtzahl L = 3 (halbschattig), Reaktionszahl R = 4 (neutral bis basisch), Temperaturzahl T = 3 (montan), Nährstoffzahl N = 2 (nährstoffarm), Kontinentalitätszahl K = 4 (subkontinental).

## Taxonomie
Die Erstveröffentlichung von Carex alba erfolge 1772 durch Giovanni Antonio Scopoli in Flora Carniolica Exhibens Plantas Carniolae Indigenas et Distributas ..., 2. Auflage, Band 2, Seite 216.